# Vai (cây)
Vai (danh pháp khoa học: Daphniphyllum atrobadium) là một loài thực vật có hoa trong họ Daphniphyllaceae. Loài này được Croizat & Metcalf miêu tả khoa học đầu tiên năm 1941.